# Anders Østli
Anders Østli (Fredrikstad, 8 gennaio 1983) è un ex calciatore norvegese, di ruolo difensore.

## Biografia
Ha un fratello di nome Kristian, anch'egli calciatore.

## Caratteristiche tecniche
Inizialmente, veniva utilizzato come attaccante, ma nel tempo la sua posizione è stata arretrata fino alla difesa, prima come centrale e poi come terzino destro.

## Carriera

### Club
Østli ha giocato con la maglia del Lisleby, prima di passare al Fredrikstad. Ha debuttato in squadra a partire dal campionato 2000. Nel corso della stagione seguente, è stato escluso dalla formazione che avrebbe dovuto affrontare lo Stabæk nel mese di agosto, per aver violato la regola che non permetteva l'assunzione di alcol per le 48 ore precedenti alla sfida. Il 3 ottobre 2001 ha rinnovato il contratto che lo legava al club per altre due stagioni. Il Fredrikstad ha centrato la promozione nel campionato 2002, raggiungendo così la 1. divisjon. Østli vi ha esordito il 25 maggio 2003, subentrando a Bjørnar Johannessen nella vittoria per 4-0 sul Bærum. In estate, ha lasciato il Fredrikstad per andare a studiare negli Stati Uniti.
A febbraio 2004, ha firmato un contratto annuale con il Moss. Ha debuttato per il nuovo club il 2 maggio 2004, sostituendo Gard Kristiansen nel successo per 0-4 in casa dello Skeid. In due stagioni ha collezionato 44 presenze nella 1. divisjon. Nel 2006 è stato ingaggiato dai danesi del Varde, per la volontà di continuare i propri studi in questo paese. Vi è rimasto in forza per un anno e mezzo, prima di accordarsi con lo Skjold.
Østli ha giocato dunque nelle divisioni inferiori del calcio danese e per questo è stato sorprendente che il SønderjyskE, neopromosso nella Superligaen, ne avesse annunciato l'ingaggio nell'estate 2008. Ha esordito nella massima divisione locale in data il 19 ottobre 2008: è stato infatti titolare nel pareggio per 2-2 contro il Brøndby. Il 13 settembre 2009 è andato in rete per la prima volta per il nuovo club: la sua rete ha permesso infatti al SønderjyskE di pareggiare per 1-1 in casa del Silkeborg. Al termine del campionato 2011-2012, si è ritrovato svincolato.
Il 2 luglio 2012, il Lillestrøm ne ha ufficializzato l'ingaggio, a partire dal 1º agosto successivo: il calciatore si è legato al nuovo club con un contratto della durata di due anni e mezzo. Ha disputato il primo incontro in squadra il 5 agosto, in occasione della vittoria per 0-1 sul campo del Sandnes Ulf.
Il 24 giugno 2014 il giocatore si è trasferito al Vestsjælland. Ha debuttato il 18 luglio successivo, schierato titolare nella sconfitta per 3-2 in casa del Nordsjælland. Il Vestsjælland ha chiuso la stagione al penultimo posto in graduatoria, retrocedendo così in 1. Division. Østli è rimasto inizialmente in squadra, totalizzando complessivamente 36 presenze e una rete con questa casacca, in poco più di un anno.
Il 31 agosto 2015, è passato all'Horsens con la formula del prestito. Ha esordito in squadra il 20 settembre, sostituendo Joseph Mensah nella vittoria per 1-0 sul Vestsjælland. Il 25 ottobre ha segnato la prima rete in campionato, nella vittoria per 0-1 all'HB Køge.
Il 12 gennaio 2016, il Sarpsborg 08 ha reso noto d'aver tesserato Østli, che aveva precedentemente sostenuto un periodo di prova col club. Ha esordito in squadra il 13 marzo successivo, schierato titolare nella sconfitta interna per 0-1 contro l'Haugesund. Il 19 ottobre ha rinnovato l'accordo che lo legava al club fino al 31 dicembre 2017. Ha totalizzato 17 presenze nel corso di quella stagione, tra campionato e coppa.
Il 23 novembre 2017 ha ulteriormente prolungato l'accordo con il Sarpsborg 08, fino al 31 dicembre 2018. Il 7 luglio 2018 ha però rescisso il contratto che lo legava al club.
Il 7 agosto 2018 ha fatto ritorno al Moss.

## Statistiche

### Presenze e reti nei club
Statistiche aggiornate all'8 agosto 2018.
| Stagione            | Club                | Campionato          | Campionato | Campionato | Coppe nazionali | Coppe nazionali | Coppe nazionali | Coppe continentali | Coppe continentali | Coppe continentali | Supercoppe | Supercoppe | Supercoppe | Totale | Totale |
| Stagione            | Club                | Comp                | Pres       | Reti       | Comp            | Pres            | Reti            | Comp               | Pres               | Reti               | Comp       | Pres       | Reti       | Pres   | Reti   |
| ------------------- | ------------------- | ------------------- | ---------- | ---------- | --------------- | --------------- | --------------- | ------------------ | ------------------ | ------------------ | ---------- | ---------- | ---------- | ------ | ------ |
| 2000                | Fredrikstad         | 2D                  | 11         | 3          | CN              | ?               | ?               | -                  | -                  | -                  | -          | -          | -          | ?      | ?      |
| 2001                | Fredrikstad         | 2D                  | 15         | 3          | CN              | ?               | ?               | -                  | -                  | -                  | -          | -          | -          | ?      | ?      |
| 2002                | Fredrikstad         | 2D                  | 12         | 0          | CN              | ?               | ?               | -                  | -                  | -                  | -          | -          | -          | ?      | ?      |
| 2003                | Fredrikstad         | 1D                  | 2          | 0          | CN              | ?               | ?               | -                  | -                  | -                  | -          | -          | -          | ?      | ?      |
| Totale Fredrikstad  | Totale Fredrikstad  | Totale Fredrikstad  | 40         | 6          |                 | ?               | ?               |                    | -                  | -                  |            | -          | -          | ?      | ?      |
| 2004                | Moss                | 1D                  | 24         | 0          | CN              | ?               | ?               | -                  | -                  | -                  | -          | -          | -          | ?      | ?      |
| 2005                | Moss                | 1D                  | 19+1       | 0          | CN              | ?               | ?               | -                  | -                  | -                  | -          | -          | -          | ?      | ?      |
| gen.-giu. 2006      | Varde               | 2D                  | ?          | 1          | CD              | ?               | ?               | -                  | -                  | -                  | -          | -          | -          | ?      | ?      |
| 2006-2007           | Varde               | 2D                  | ?          | 1          | CD              | ?               | ?               | -                  | -                  | -                  | -          | -          | -          | ?      | ?      |
| Totale Varde        | Totale Varde        | Totale Varde        | ?          | 2          |                 | ?               | ?               |                    | -                  | -                  |            | -          | -          | ?      | ?      |
| 2007-2008           | Skjold              | 2D                  | ?          | 5          | CD              | ?               | ?               | -                  | -                  | -                  | -          | -          | -          | ?      | ?      |
| 2008-2009           | SønderjyskE         | SL                  | 16         | 0          | CD              | ?               | ?               | -                  | -                  | -                  | -          | -          | -          | ?      | ?      |
| 2009-2010           | SønderjyskE         | SL                  | 32         | 1          | CD              | 1               | 0               | -                  | -                  | -                  | -          | -          | -          | 33     | 1      |
| 2010-2011           | SønderjyskE         | SL                  | 32         | 1          | CD              | ?               | ?               | -                  | -                  | -                  | -          | -          | -          | ?      | ?      |
| 2011-2012           | SønderjyskE         | SL                  | 26         | 0          | CD              | 3               | 0               | -                  | -                  | -                  | -          | -          | -          | 29     | 0      |
| Totale SønderjyskE  | Totale SønderjyskE  | Totale SønderjyskE  | 106        | 2          |                 | ?               | ?               |                    | -                  | -                  |            | -          | -          | ?      | ?      |
| ago.-dic. 2012      | Lillestrøm          | ES                  | 13         | 1          | CN              | -               | -               | -                  | -                  | -                  | -          | -          | -          | 13     | 1      |
| 2013                | Lillestrøm          | ES                  | 30         | 1          | CN              | 5               | 2               | -                  | -                  | -                  | -          | -          | -          | 35     | 3      |
| gen.-lug. 2014      | Lillestrøm          | ES                  | 10         | 0          | CN              | 3               | 1               | -                  | -                  | -                  | -          | -          | -          | 13     | 1      |
| Totale Lillestrøm   | Totale Lillestrøm   | Totale Lillestrøm   | 53         | 2          |                 | 8               | 3               |                    | -                  | -                  |            | -          | -          | 61     | 5      |
| 2014-2015           | Vestsjælland        | SL                  | 28         | 0          | CD              | 4               | 0               | -                  | -                  | -                  | -          | -          | -          | 32     | 0      |
| lug.-ago. 2015      | Vestsjælland        | 1D                  | 4          | 1          | CD              | 1               | 0               | -                  | -                  | -                  | -          | -          | -          | 5      | 1      |
| Totale Vestsjælland | Totale Vestsjælland | Totale Vestsjælland | 32         | 1          |                 | 5               | 0               |                    | -                  | -                  |            | -          | -          | 37     | 1      |
| ago.-dic. 2015      | Horsens             | 1D                  | 5          | 1          | CD              | 2               | 0               | -                  | -                  | -                  | -          | -          | -          | 7      | 1      |
| 2016                | Sarpsborg 08        | ES                  | 15         | 0          | CN              | 2               | 0               | -                  | -                  | -                  | -          | -          | -          | 17     | 0      |
| 2017                | Sarpsborg 08        | ES                  | 12         | 1          | CN              | 1               | 0               | -                  | -                  | -                  | -          | -          | -          | 13     | 1      |
| gen.-lug. 2018      | Sarpsborg 08        | ES                  | 0          | 0          | CN              | 2               | 1               | UEL                | -                  | -                  | -          | -          | -          | 2      | 1      |
| Totale Sarpsborg 08 | Totale Sarpsborg 08 | Totale Sarpsborg 08 | 27         | 1          |                 | 5               | 1               |                    | -                  | -                  |            | -          | -          | 32     | 2      |
| ago.-dic. 2018      | Moss                | 2D                  | 7          | 0          | CN              | -               | -               | -                  | -                  | -                  | -          | -          | -          | 7      | 0      |
| Totale Moss         | Totale Moss         | Totale Moss         | 50+1       | 0          |                 | ?               | ?               |                    | -                  | -                  |            | -          | -          | ?      | ?      |
| 2019                | Kråkerøy            | 3D                  | 19         | 2          | CN              | 1               | 0               | -                  | -                  | -                  | -          | -          | -          | 20     | 2      |
| 2021                | Kråkerøy            | 3D                  | 1          | 0          | CN              | 0               | 0               | -                  | -                  | -                  | -          | -          | -          | 1      | 0      |
| Totale              | Totale              | Totale              | ?          | ?          |                 | ?               | ?               |                    | -                  | -                  |            | -          | -          | ?      | ?      |